# Las Acacias (Madrid)
|  | Per a altres significats, vegeu «Las Acacias (Montevideo)». |

Las Acacias és un dels barris administratius del districte d'Arganzuela, a Madrid. Té forma quadrangular i està situat en el centre-oest del districte, trobant-se delimitat per la glorieta de porta de Toledo, la ronda de Toledo i la glorieta d'Es al nord; el carrer d'Embajadores, la glorieta de Santa María de la Cabeza, el Passeig de Santa María de la Cabeza i el pont de Praga a l'est, el riu Manzanares i l'avinguda de la Virgen del Puerto al sud i el pont de Toledo, la glorieta de Pirámides i el carrer de Toledo a l'oest. Està envoltat pels barris, pertanyents al mateix districte, de Palos de la Frontera, Las Delicias i La Chopera a l'est i Imperial a l'oest; al nord limita amb el barri d'Embajadores (districte Centro) i al sud amb el de Comillas (districte de Carabanchel). Dins del sistema actual de divisió de la ciutat, el districte d'Arganzuela té el codi 02 i Acacias el 22. Segons l'Anuario estadístico de 2006 de l'Ajuntament de Madrid, la població total del barri és de 37.727 habitants 

## Història

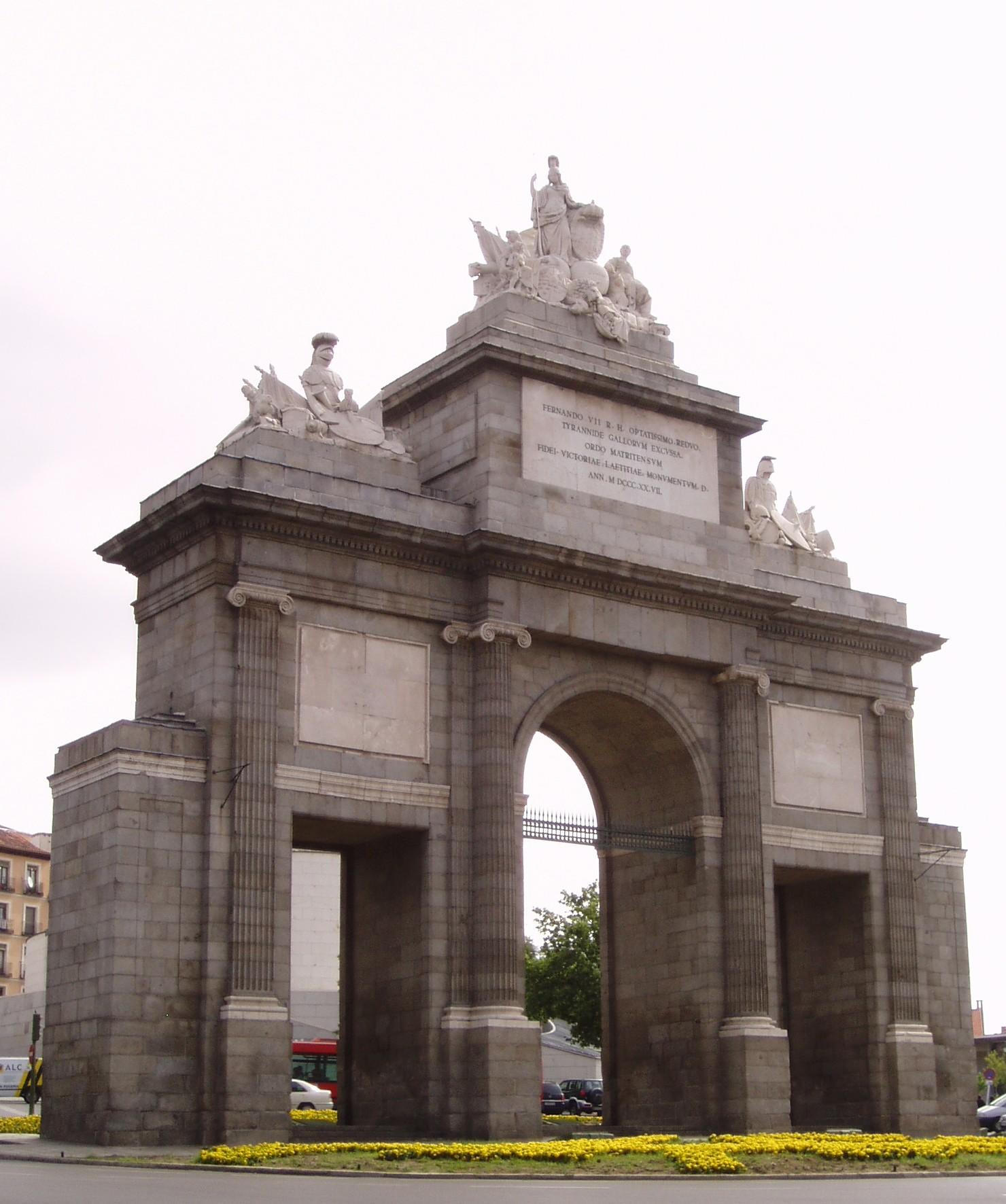
La porta de Toledo actual.

La zona sud de l'actual barri i del veí de la Chopera, més o menys des de l'actual pont de Toledo fins al de la Princesa, es trobava en l'antiguitat ocupada per una illa del riu Manzanares. Segons un plet de 1427 l'illa va ser atribuïda al senyoriu del Molino de la Arganzuela i era propietat de la vila. El Concejo va fer una petició per crear en els terrenys una devesa i per una provisió real dels Reis Catòlics de 1492 se li va concedir, ampliant-se amb terrenys particulars, per a això es va fer una nova partió per pagar als seus amos. Es va crear així la devesa de l'Arganzuela, on els veïns podien portar a pastar el seu bestiar. Encara que no se sap els seus límits exactes, probablement abastava tota la zona des de l'actual carrer del Doctor Vallejo-Nágera fins al riu. A això se suma la instal·lació, per la presència del riu, d'hortes, tallers i cases de labor, per la qual cosa es pot afirmar que ja des d'aquesta època la zona està, encara que sigui mínimament, habitada.
En temps de Felip II, amb la instal·lació de la capital a Madrid en 1561, comença a desenvolupar-se la zona, ja que és en el camí de Toledo i Aranjuez, la qual cosa comporta la instal·lació de posades i fondes a la rodalia de l'antiga porta de Toledo. Al costat d'aquesta existien a la fi de segle tres paradors, anomenats La Estrella, El Sol i La Luna. D'ells partia un servei regular de diligències cap a Andalusia i Llevant.

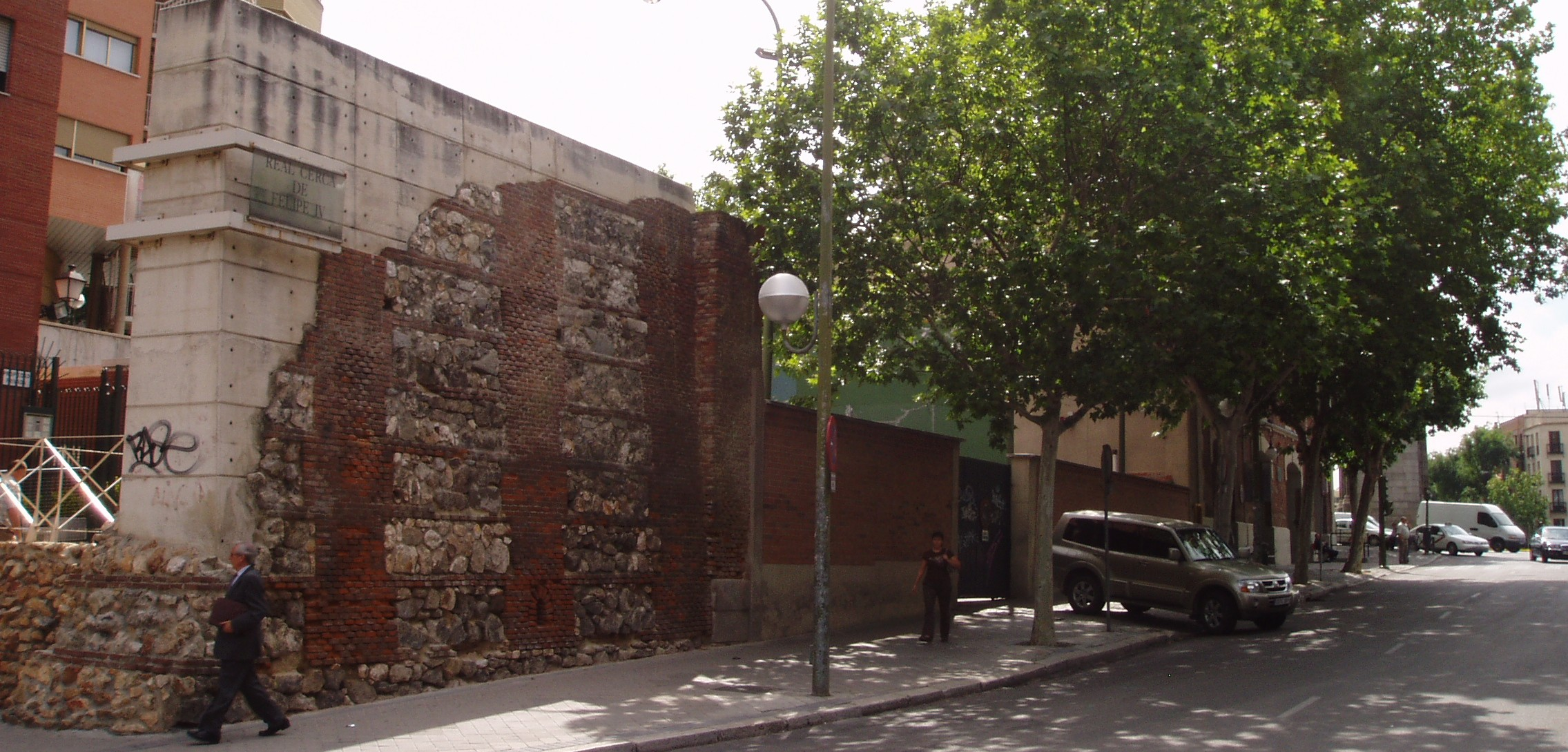
Restes de la tanca de Felip IV. Aquest tram es troba en la ronda de Segòvia. Al fons pot veure's la porta de Toledo. La tanca va ser derrocada definitivament en 1868.

Al començament del segle xviii es construeix l'actual pont de Toledo, la qual cosa incrementarà el desenvolupament de la zona. El pont s'uneix amb la porta homònima mitjançant un passeig arbrat anomenat "de los Ocho Hilos", per tenir vuit fileres d'arbres; actualment és l'últim tram de la carrer de Toledo. En temps de Carles III aquest passeig passa a formar part del trident (tres carrers que surten d'una mateixa plaça) que parteix de la porta de Toledo. Els altres dos passejos són el dels Olmos i el de Pontones.
L'actual barri està situat entre dos d'aquests passejos, el citat de los Ocho Hilos i el de Santa María de la Cabeza, que parteix de l'actual glorieta de l'emperador Carlos V (els altres dos passejos d'aquest trident són el de las Delicias i la Ronda d'Atocha). Un altre trident que configurarà la zona, complementari del primer dels citats, és el que parteix del pont de Toledo, format pel passeig Imperial, el dels Ocho Hilos i el de las Acacias. Aquests passejos creats a la zona sud de la ciutat, fins al riu Manzanares, serveixen per embellir els accessos a la ciutat i com a zona d'esplai per als ciutadans, però no tenen una funció urbanitzadora. Alguns reben el nom dels arbres que es planten en ells, com el dels Olmos o el de les Acàcies. En aquesta època, seguint les ordenances municipals, s'instal·len a la zona les indústries més contaminants, que, per raons de salubritat, procuren treure's fora del recinte de la vila (la prop de Felip IV passava per las Rondas).

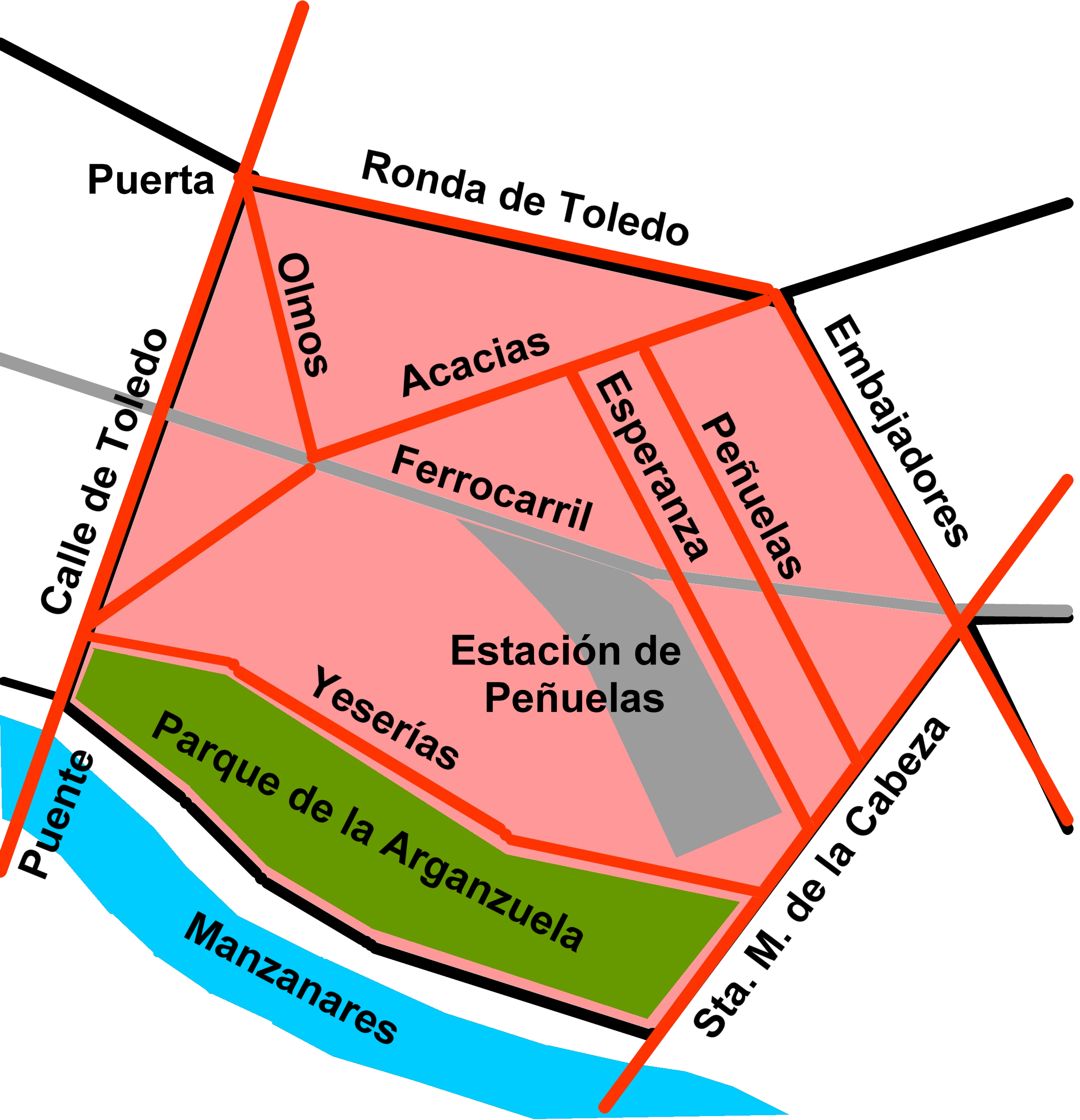
Esquema del barri amb els punts principals que influïren en el seu desenvolupament

Al començament del segle xix es construeix l'actual porta de Toledo, i a partir de 1847, data en què s'instal·la la fàbrica de gas al nord-oest del barri, al costat de la porta de Toledo, s'incrementa l'activitat industrial. També és a causa de la creació del ferrocarril de circumval·lació que uneix les estacions d'Atocha i Nord (avui dia Príncep Pío). Això comporta l'aparició d'una barriada de treballadors, malgrat la insalubritat de la zona deguda a la presència del riu i del proper Reial Canal del Manzanares, el projecte sorgit el segle anterior amb la idea de comunicar fluvialment el Manzanares amb el mar i que, en estat d'abandonadament, constituïa un focus d'epidèmies i infeccions. El canal, paral·lel al riu pel seu costat nord, s'encegaria al començament de la segona meitat del segle. Al costat del carrer d'Ambaixadors també hi ha un nucli d'habitatges dels treballadors de la propera fàbrica de Tabacs, creada en 1809.
El gasómetro funcionària fins a 1917; en el seu lloc hi ha actualment un parc i una xemeneia de maó i el nom del carrer en què s'assentava són els únics records que queden de la fàbrica. A més de les fàbriques, la zona tenia en aquella època una gran importància econòmica per un altre motiu: per la porta de Toledo es recapten el 65% dels impostos municipals relacionats amb el proveïment de la ciutat.
En 1860 s'aprova el Pla d'Eixample de Madrid de Carlos María de Castro, que pretenia la construcció de barris amb carrers perfectament rectilinis en sentit nord-sud i est-oest. Castro respecta en Acàcies el traçat dels antics passejos barrocs sorgits entorn del passeig dels Ocho Hilos, així com la zona d'hortes situades al sud, mantenint el seu caràcter rural, però, a la zona oriental del barri, sí que contempla la desaparició del carrer d'Embajadores i el passeig de Santa María de la Cabeza. En 1868 es derroca la vella muralla de Felip IV i el barri s'integra oficialment a la ciutat. Mentrestant, el pla de Castro, molt criticat ja en la seva època per falta de realisme, no es duu a terme en aquesta zona, que segueix ocupant-se desordenadament amb habitatges i fàbriques que conviuen amb les hortes al costat del Manzanares.

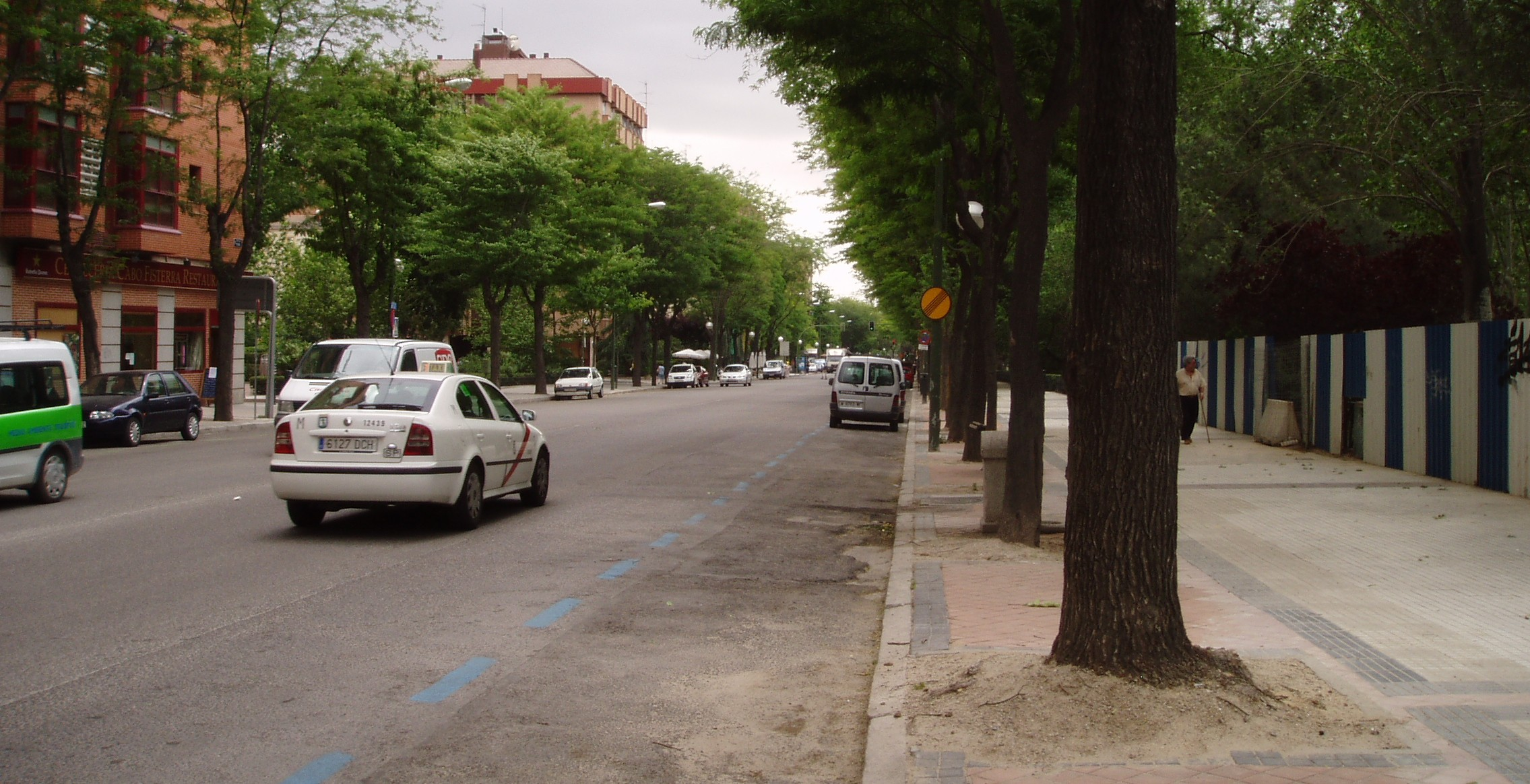
El passeig de Yeserías

El principal nucli poblacional a principis del segle XX són les pomes sorgides entre el carrer Embajadores i el passeig de la Esperanza, entorn del carrer Peñuelas, que li donaria nom i on ja en 1868 l'ajuntament havia planejat la construcció de cases barates per als obrers. També hi ha cases al passeig de las Acacias, on hi ha tres escoles i sengles fonts públiques. En el passeig de Yeserías estava l'alcaldia del barri. En 1904 es projecta perllongar la Ribera de Curtidores fins al passeig de les Acàcies, per unir el barri amb el centre de la ciutat per una nova via, però el pla no es duu a terme. També es va projectar unir l'actual plaça d'Ortega Munilla amb la zona del pont de Praga, per dedicar tota la zona sud d'aquesta nova via al parc de la devesa de l'Arganzuela, que arribaria fins al riu. Finalment, es projecta una via de ronda paral·lela al Manzanares.
Tots aquests plans no es van dur a terme i en 1908 es construeix l'estació de Peñuelas en els terrenys que s'havien pensat destinar a mercat de la ciutat. En 1922 es proposa, consagrant el que ja era una realitat i sense arribar a complir-se, dedicar tota la zona oest del districte d'Arganzuela, des del passeig de Delícies, exclusivament a ús industrial. Anys després es proposa crear en els marges del riu Manzanares un gran parc lineal i, a banda i banda, vies per al tràfic pesat que conduirien a les fàbriques.

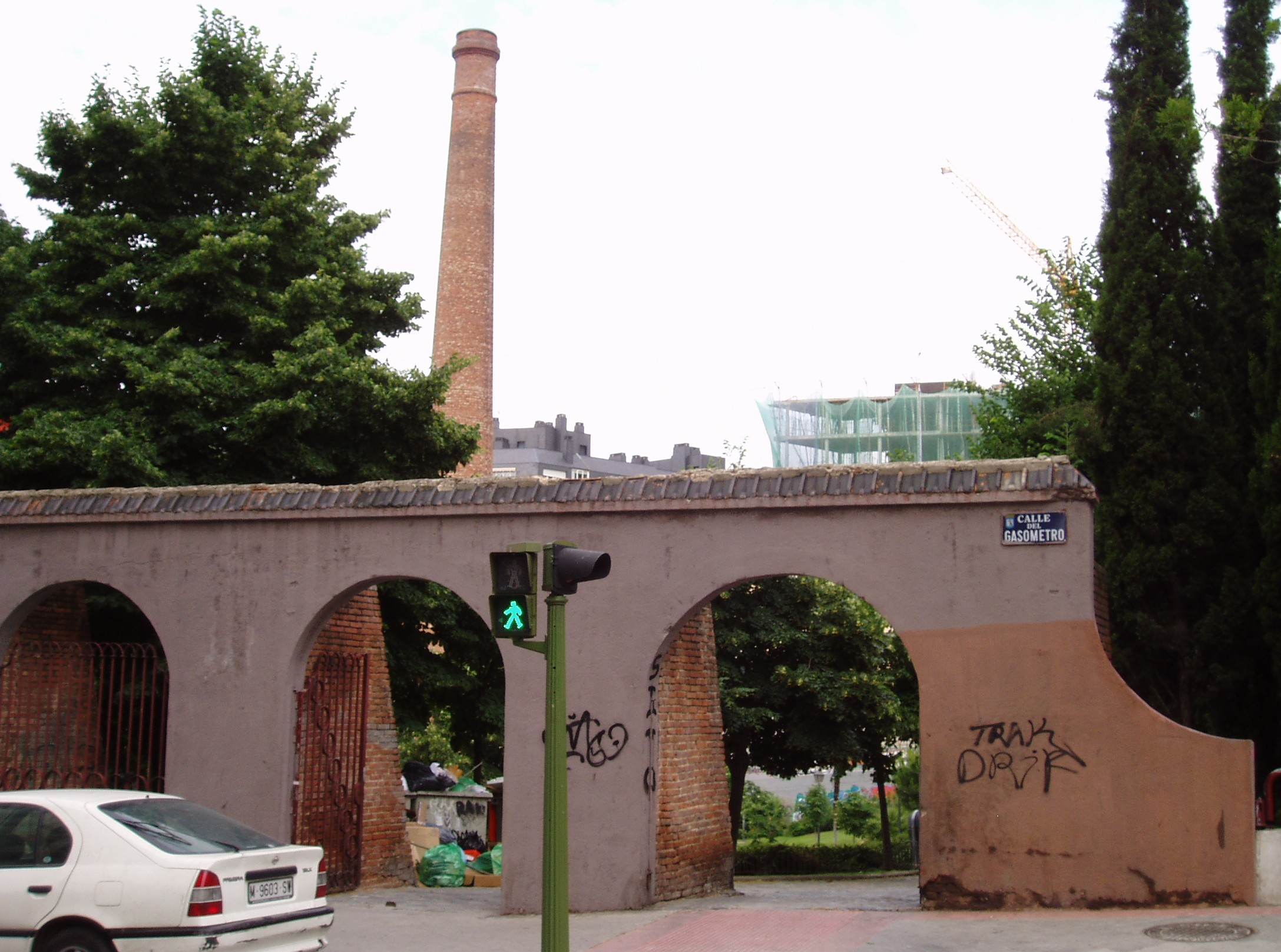
Parc del Gasómetro, situat on se situava l'antiga fàbrica de gas, de la qual només perdura l'entrada i una xemeneia de maó.

Mentrestant, el barri de Peñuelas va romandre en un semiabandó per part de l'ajuntament, que es va limitar a renovar el ferm d'alguns carrers, per la qual cosa arribaria als anys trenta mantenint el seu caràcter suburbial. Llavors, gràcies a l'oposició socialista a l'ajuntament, va haver-hi algunes millores, però després de la Guerra Civil, el barri va tornar a caure en l'oblit fins que en els anys seixanta comença la desindustrialització de la zona, a causa de la instal·lació de les indústries en zones més allunyades del centre. Es potencia llavors el barri com a zona residencial per les seves bones comunicacions amb el centre, amb el que durant les següents dècades conviuen a la zona les antigues cases d'un només pis amb altres construccions més modernes i les fàbriques i magatzems que es van abandonant. Ja en els anys vuitanta, amb el soterrament de les vies del tren, el tancament definitiu de les indústries i la desaparició de l'estació de Peñuelas, en el lloc de la qual es construeix un aparcament subterrani i sobre ell un parc, el barri pren el seu definitiu caràcter residencial.

## Transport
Metro
- Puerta de Toledo
- Acacias
- Pirámides

Rodalies Renfe
- Pirámides
- Embajadores